# Camila Cabello
Karla Camila Cabello Estrabao, född 3 mars 1997 i Havanna, Kuba, är en kubansk och mexikansk sångerska och låtskrivare som senare blev amerikansk medborgare.
Camila Cabello är uppvuxen i Miami, Florida, USA. Hon var tidigare medlem i tjejgruppen Fifth Harmony. Tillsammans har de släppt en EP och två studioalbum. I december 2016 meddelades det att hon hade hoppat av gruppen. Hon har även släppt fyra singlar, "I Know What You Did Last Summer" tillsammans med Shawn Mendes, "Bad Things" tillsammans med Machine Gun Kelly och "Love Incredible" tillsammans med Cashmere Cat. Hon har även gjort en låt till filmen Fast & Furious 8 med Pitbull och J Balvin som heter Hey Ma. Hon  släppte senare under 2017 en låt som heter "Havana" med Young Thug. Den 12 januari 2018 släppte hon sitt första album som solosångare. Hon ska på sin första turné som heter Never Be the Same tour. 2019 släppte hon och Shawn Mendes en hitlåt med namnet Senorita. Under 2022 släppte hon en låt med Ed Sheeran som heter Bam Bam som snabbt blev populär.

## Privatliv
Sedan juli 2019 har hon ett förhållande med sångaren Shawn Mendes, vilket har orsakat kontroverser, eftersom båda anklagades för att inleda en relation för att få publicitet. Mendes förnekade det och sa att det är "definitivt inte ett PR-stunt."

## Diskografi
Album
- 2018 – Camila
- 2019 – Romance

Singlar
- 2015 – "I Know What You Did Last Summer" (med Shawn Mendes)
- 2016 – "Bad Things" (med Machine Gun Kelly)
- 2017 – "Crying in the Club"
- 2017 – "Havana" (med Young Thug)
- 2017 – "Havana (Remix)" (med Daddy Yankee)
- 2018 – "Never Be the Same" (solo)
- 2018 – "Never Be the Same" (med Kane Brown)
- 2018 – "Sangria Wine" (med Pharrell Williams)
- 2018 – "Real Friends" (med Swae Lee)
- 2018 – "Consequences"
- 2019 – "Mi Persona Favorita" (med Alejandro Sanz)
- 2019 – "Señorita" (med Shawn Mendes)
- 2019 – "Liar"
- 2019 – "Shameless"
- 2019 – "Cry for Me"
- 2019 – "Easy"
- 2019 – "Living Proof"
- 2020 – "My Oh My" (med DaBaby)

Singlar (som gästartist)
- 2017 – "Love Incredible" (Cashmere Cat med Camila Cabello)
- 2017 – "Hey Ma" (Pibull & J Balvin med Camila Cabello)
- 2017 – "Know No Better" (Major Lazer med Camila Cabello, Travis Scott & Quavo)
- 2017 – "Almost Like Praying" (som del av Artists for Puerto Rico)
- 2018 – "Beautiful" (Bazzi med Camila Cabello)
- 2019 – "Find U Again" (Mark Ronson med Camila Cabello)
- 2019 – "South of the Border" (Ed Sheeran med Camila Cabello & Cardi B)

Promosinglar
- 2017 – "I Have Questions"
- 2017 – "OMG" (med Quavo)
- 2017 – "Real Friends" (solo)

## Utmärkelser
- Teen Choice Award for Choice Music för göra slut-sång, för I Know What You Did Last Summer,  2016
- MTV Europe Music Award för bästa pop,  2017
- Teen Choice Award for Choice Music för singel, för Crying in the Club,  2017
- Teen Choice Award for Choice Summer Music Star: Female,  2017
- American Music Award för årets nya artist,  2018
- Teen Choice Award for Choice Summer Music Star: Female,  2018
- Teen Choice Award for Choice Music för kvinnlig artist,  2018
- Teen Choice Award for Choice Music för singel, för Havana,  2018
- MTV Europe Music Award för bästa amerikanska artist/grupp,  2018
- MTV Video Music Award för årets video, för Havana,  2018
- American Music Award för bästa pop/rock-sång, för Havana,  2018
- MTV Europe Music Award för bästa artist,  2018
- American Music Award för årets video, för Havana,  2018
- American Music Award för årets samarbete, för Havana,  2018
- Billboard Music Award för topplisteprestation,  2018
- MTV Europe Music Award för bästa video, för Havana,  2018
- MTV Europe Music Award för bästa sång, för Havana,  2018
- Latin Grammy Award för årets skiva, för Mi Persona Favorita, med  Alejandro Sanz,  2019
- Teen Choice Award for Choice Music för sommarsång, för Señorita,  2019
- Latin Grammy Award för bästa popsång, för Mi Persona Favorita, med  Alejandro Sanz,  2019
- MTV Video Music Award för bästa samarbete, för Señorita,  2019
- American Music Award för årets samarbete, för Señorita, med  Shawn Mendes,  2019

[Redigera Wikidata]